# ويكيبيديا اليوربا
ويكيبيديا اليوربا (اليوربية:Wikipédíà Yorùbá) هي النسخة اليوربا من موسوعة ويكيبيديا.

## الإحصائيات
| عدد المستخدمين المسجلين | عدد المستخدمين النشيطين | عدد المقالات | صفحات المحتوى | عدد التعديلات | عدد الملفات المرفوعة | عدد الإداريين |
| ----------------------- | ----------------------- | ------------ | ------------- | ------------- | -------------------- | ------------- |
| 31٬078                  | 77                      | 35٬205       | 59٬625        | 594٬472       | 160                  | 5             |